# Francesco Maria Richini

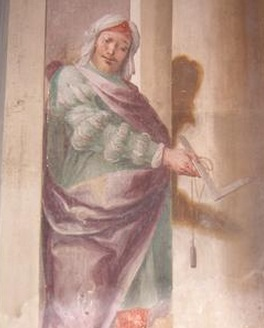
Retrato de Francesco Richini na Villa Frisiani Mereghetti Maggi em Corbetta (MI) - Itália

Francesco Maria Richini (Ricchino, Ricchini ou Righini) (Milão 9 de fevereiro de 1584 - Milão, 24 de abril de 1658), também conhecido por Francesco Maria Ricchino , foi um arquiteto Italiano. Mestre de obras do Domo de Milão desde 1605 e autor de numerosas igrejas e edifícios por toda a província de Milão, foi o expoente mais notável de uma dinastia de engenheiros e arquitetos milaneses, iniciada pelo seu pai Bernardo (c. 1549-1639) e concluído no final do século XVIII por um bisneto.